# Molopinus
Molopinus is een geslacht van kevers uit de familie van de loopkevers (Carabidae). De wetenschappelijke naam van het geslacht is voor het eerst geldig gepubliceerd in 1948 door Jeannel.

## Soorten
Het geslacht Molopinus is monotypisch en omvat slechts de volgende soort:
- Molopinus pilipes (Tschitscherine, 1899)